# Tipula retorta
Tipula retorta är en tvåvingeart som beskrevs av Frederik Maurits van der Wulp 1881. Tipula retorta ingår i släktet Tipula och familjen storharkrankar. Inga underarter finns listade i Catalogue of Life.